# British Aircraft Corporation
British Aircraft Corporation (BAC) byl britský letecký výrobce vzniklý fúzí pod nátlakem vlády z firem English Electric Aviation Ltd., Vickers-Armstrongs (Aircraft), Bristol Aeroplane Company a Hunting Aircraft v roce 1960. Bristol, English Electric a Vickers se staly "rodiči" společnosti BAC s podílem 20%, 40% a 40%. Po několika měsících získala společnost BAC základní kapitál pro své letecké zájmy a 70% Hunting Aircraft. Sídlo firmy se nacházelo v nejvyšších patrech budovy 100 na Pall Mall ve Westminsteru v Londýně.
29. dubna 1977 byla British Aircraft Corporation znárodněna a sloučena s firmami Hawker Siddeley a Scottish Aviation, čímž vznikla společnost British Aerospace.
Podílela se na letounech jako BAC 1-11, Concorde, Panavia Tornado, SEPECAT Jaguar či prototypu BAC TSR.2.